# 홀핀

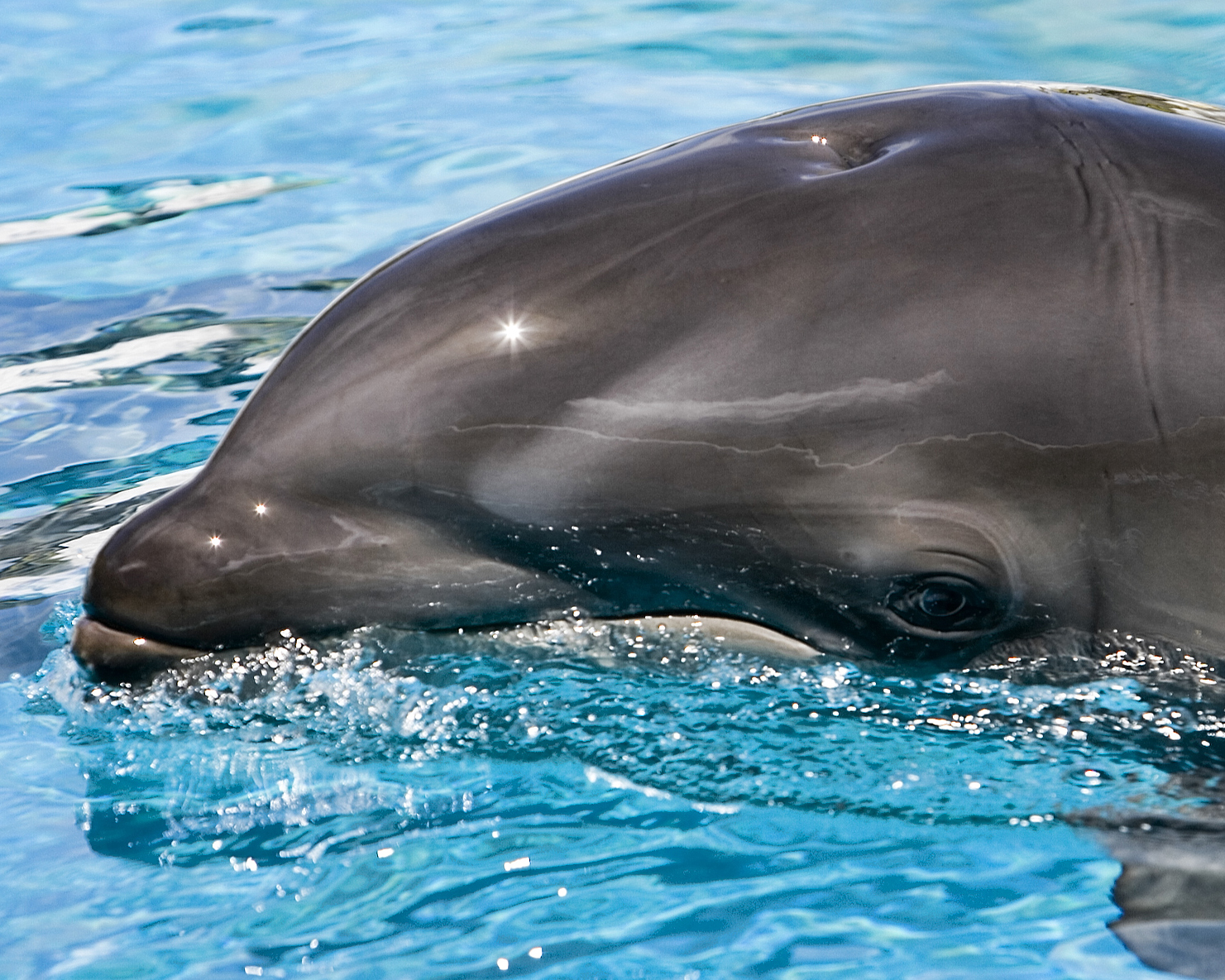
홀핀

홀핀(Wholphin)은 수컷 흑범고래와 암컷 큰돌고래의 짝짓기에서 탄생한 매우 희귀한 고래목 잡종이다. 그 이름은 비록 분류학적으로 볼 때 고래와 돌고래의 혼합을 의미하지만, 두 종은 "이빨고래류" 부차적인 "참돌고래과" 계열에 속해 있다.

## 같이 보기
- 잡종